# Nefertem
Nefertem, Nefertum ali Nefer-temu je bil v egipčanski mitologiji sprva lotosov cvet, ki je ob stvaritvi sveta zrasel iz prvinskih voda. Nefertem je predstavljal prvo sončno svetlobo in čudovit vonj egiptovskga modrega lokvanja  (Nymphaea caerulea). Nefertema so imenovali tudi »On, ki je lep« in »Lokvanj sonca«. Ena od različic Knjige mrtvih pravi: 
Vstanite kot Nefertem iz modrega lokvanja do nosnic Raja, stvarnika in sončnega boga, in vsak dan izstopite na obzorju.
Nefertem kot otrok prihaja iz črnih prvobitnih voda zemeljskega očeta Nuna in nebeške matere Nut. Ko dozori, je Ra.
Na Nefertema so nazadnje gledali kot sina stvarnika Ptaha in boginje Sekmet, včasih tudi boginje Bastet. V umetnosti so ga običajno upodabljali kot zalega mladeniča z venčkom modrih lokvanjev na glavi. Kot sin boginje Bastet je včasih upodobljen z levjo glavo ali kot sloneč lev ali mačka. Stari Egipčani so s seboj pogosto nosili majhne Nefertemove kipce v prepričanju, da prinašajo srečo. 

## Sklic
1. ↑  Nefertem. Ancient Egypt: the Mythology. Pridobljeno 21. Junija   2008.